# 네르케와 전설의 연금술사들 ~새로운 대지의 아틀리에~
네르케와 전설의 연금술사들 ~새로운 대지의 아틀리에~(ネルケと伝説の錬金術士たち ～新たな大地のアトリエ～, Nelke & the Legendary Alchemists: Ateliers of the New World)는 거스트가 개발하고 코에이 테크모가 일본에서만 플레이스테이션 4, 닌텐도 스위치, 마이크로소프트 윈도우, 플레이스테이션 비타용으로 출시한 2019년 비디오 게임이다. 아틀리에 (비디오 게임 시리즈) 시리즈의 타이틀인 게임 플레이는 도시 건설 시뮬레이션과 롤플레잉 요소를 결합한다. 스토리라인은 네르케 폰 레스탐(Nelke von Lestamm)이 마법의 나무를 찾으면서 자신의 도시를 건설하려고 시도하고 그녀를 돕기 위해 아틀리에 프랜차이즈의 전설적인 연금술사를 고용하는 과정을 따라간다.
시리즈 축하 타이틀로 2017년부터 제작을 시작한 이 팀에는 공동 프로듀서 호소이 준조, 아티스트 노코, 시나리오 디자이너 츠치야 아키라, 작곡가 야나가와 카즈키, 아치와 다이스케, 나카가와 켄, 야노 타츠야 등 여러 베테랑이 포함되었다. 게임 플레이는 소셜 및 도시 건설 요소가 추가된 오리지널 아틀리에 3부작을 기반으로 했다. 게임 수신이 혼합되었다. 음악과 게임플레이 메커니즘은 칭찬을 받았지만 스토리, 그래픽, 느린 속도는 빈번한 비판을 받았다.

## 평가
| 평가 |                        |
| --- | ---------------------- |
| 통합 점수 통합사 점수 메타크리틱 PS4: 67/100 [ 1 ] NS: 70/100 [ 2 ] 평론 점수 평론사 점수 패미츠 33/40 [ 3 ] 닌텐도 월드 리포트 7/10 [ 4 ] 포켓 게이머 [ 5 ] RPGamer 2/5 [ 6 ] RPG Site 5/10 [ 7 ] |                        |
| 통합 점수 |                        |
| 통합사 | 점수                   |
| 메타크리틱 | PS4: 67/100 NS: 70/100 |
| 평론 점수 |                        |
| 평론사 | 점수                   |
| 패미츠 | 33/40                  |
| 닌텐도 월드 리포트 | 7/10                   |
| 포켓 게이머 | [ 5 ]                  |
| RPGamer | 2/5                    |
| RPG Site | 5/10                   |